# Spalax giganteus
Lo spalace gigante (Spalax giganteus Nehring, 1897) è un Roditore della famiglia degli Spalacidi.

## Descrizione
Come si può facilmente intuire dal nome, lo spalace gigante è la specie più grande del suo genere: misura infatti 25–35 cm di lunghezza e può raggiungere i 603 g di peso. Il mantello, sia nei giovani che negli adulti, è abbastanza chiaro, grigiastro chiaro con più o meno ocra sul dorso, più nettamente grigiastro sul ventre. Negli esemplari più anziani la sommità della testa è quasi bianca. Il cranio è munito di un rostro largo, senza perforazioni su ciascun lato dell'apertura posteriore.

## Distribuzione e habitat
Lo spalace gigante è endemico della Russia: infatti, si trova unicamente nella Ciscaucasia e nell'estremità meridionale della Calmucchia. Il suo areale è piuttosto frammentato, dal momento che nelle aree con terreni sabbiosi in cui vive sorgono numerosi insediamenti umani.
Vive generalmente in siti umidi di deserti e semideserti su suoli sabbiosi o terrosi, valli alluvionali, estuari e bacini lacustri, nonché in macchie o margini di foreste.

## Biologia
Di abitudini unicamente sotterranee, lo spalace gigante si nutre di radici e di tuberi di piante selvatiche. Attivo tutto l'anno, è generalmente monogamo. La femmina va in calore tra dicembre e gennaio e dà alla luce nidiate di 2-3 piccoli.

## Conservazione
Lo spalace gigante è minacciato dalla perdita dell'habitat causata dalle pratiche di irrigazione e dalla conseguente salinizzazione del suolo, dal sovrapascolo e dall'aratura. A peggiorare ancora la situazione, è dotato di un tasso riproduttivo molto basso.